# 주노와 공작
＜주노와 공작＞(Juno and the Paycock)은 1924년에 발표된 숀 오케이시의 희곡으로, 아일랜드 독립전쟁 기간의 더블린이 배경이다. 빈곤, 질병, 정치적 갈등 속에서 생계를 유지하기 위해 고군분투하는 보일 가족의 삶을 보여 준다. 숀 오케이시의 가장 유명한 작품으로 아일랜드 문학의 걸작으로 꼽힌다.

## 개요
＜주노와 공작＞은 보일 가족의 불행을 중심으로 전개된다. 잭 보일은 다리 통증 때문에 일을 할 수 없다면서도 친구 족서와 매일같이 술집을 드나든다. 딸 메리는 파업 중이고, 아들 조니는 1916년 부활절 봉기에서 부상을 입어 한쪽 팔을 쓰지 못한다. 아내 주노의 억척으로 근근이 생계를 이어 가던 어느 날 찰스 벤담이 찾아와 보일이 친척의 유산을 상속하게 되었다는 소식을 전한다. 잭과 주노는 상속을 기대하며 외상으로 집에 새로운 가구와 축음기를 들이고 파티를 열어 부를 과시한다. 파티가 한창일 때 이웃 탕크레드 부인 아들의 장례 행렬이 집 앞을 지나간다. 그로부터 두 달 뒤, 친척이 남긴 상속 유서에 문제가 생겼음이 밝혀진다. 벤담이 갑자기 종적을 감춘 뒤다. 잭의 처지가 알려지자 빚쟁이들이 집에 들이닥치고, 뒤늦게 메리가 벤담의 아이를 임신한 사실이 드러난다. 엎친 데 덮친 격으로 조니와 닮은 변사자가 발견되었다는 소식이 주노에게 전해진다. 주노는 조니의 주검 앞에서 지난날 아들을 잃은 탕크레드 부인의 불행을 외면한 일을 떠올리며 후회한다. 겨우 가난에서 벗어나 잠깐 부유한 생활에 도취되었던 보일 가족은 전 재산을 잃고 뿔뿔이 흩어진다.
주노는 내내 가정을 지키고 생계를 이어 가기 위해 아등바등하는 반면 보일은 가장으로서 책임을 소홀히 하며 파산을 초래한다. 작품은 전쟁과 빈곤이 평범한 사람들의 삶에 미치는 파괴적인 영향을 강조하며 비극적으로 끝난다. 이를 통해 숀 오케이시는 아일랜드 독립전쟁과 남북전쟁이 아일랜드 사회에 미친 영향, 특히 노동 계급이 직면한 고통이라는 주제를 전한다.
1930년 앨프리드 히치콕에 의해 영화로도 제작되었다.